# Grad Trsat
Grad Trsat (hrvaško Gradina Trsat) je grad na Trsatu na Hrvaškem. Domneva se, da grad leži točno na mestu starodavne ilirske in rimske trdnjave. V eni od cerkva je pokopan hrvaški plemič Vuk Krsto Frankopan. Grad Trsat je bil v celoti rekonstruiran in obnovljen v 19. stoletju, ko so v njegovi notranjosti zgradili mavzolej vojaškega poveljnika Lavala Nugenta. Dvorišče gradu je zdaj preurejeno v restavracijo in v poletnih mesecih kraj obiščejo številni turisti.

## Zgodovina
Grad Trsat iz 13. stoletja, katerega temelji so bili v uporabi že od rimskih časov kot dobro mesto za nadzor dostopa do morja ob reki Rječini, stoji na strmem griču nad sotesko Rječine na njenem levem bregu, tik nad mestom Reka. Verjetno je bila japodska trdnjava, Darsata, na tem mestu, za njo pa je bila istem mestu zgrajena rimska utrdba, imenovana Tarsatica. Ta rimska utrdba je bila ključnega pomena na cesti, ki je povezovala Oglej s Panonijo in Senio (sodobni Senj). V lasti Frankopanov, ki so zgradili sedanji grad na mestu, ki ga je zasedala Tarsatica, da bi zaščitili svoje posesti v Vinodolu, je bil do 1509.
Zavzetje gradu Trsat je prisililo hrvaškega bana Andreja Bota iz Bajne (Bajna je vas na Madžarskem, blizu Esztergoma), da se je vmešal v avstro-beneško vojno in junija 1509 s svojo hrvaško vojsko ponovno zavzel Trsat in nato po izgonu Benečanov zasedel Reko. Oktobra 1509 so se Benečani dokončno umaknili in Reka se je vrnila v posest Maksimilijana Habsburškega. Ta znana epizoda je edini dogodek, ki povezuje Reko z Benetkami in posledično z Italijo v vsej njeni zgodovini od 7. stoletja dalje.
V 17. stoletju je grad propadal zaradi prenehanja groženj Beneške republike in Osmanskega cesarstva. Njegov propad je pospešil potres leta 1750. Med napoleonskimi vojnami leta 1811 je kapitan Hoste v zasledovanju Francozov s svojo fregato prispel na Reko, kjer se je postavil za podguvernerja. Razmere v Trstu so ga kmalu odtegnile, vendar je leta 1826 z zadovoljstvom predal grad feldmaršalu Nugentu, Ircu, ki je takrat poveljeval avstrijskim četam v bližini, da bi mu ta podelil avstrijski plemiški naslov. Avstrijci so generala kasneje počastili in mu podarili grad na Trsatu za njegovo rezidenco. Dal ga je obnoviti v neogotskem slogu in zgradil mavzolej, okrašen z grbom družine Nugent. V družini Nugent je ostal skoraj do konca druge svetovne vojne, ko je v starosti 82 let umrla generalova pravnukinja, grofica Nugent.

## Galerija
- Vhod v grad Trsat
- Star topič na polnjenje od spredaj
- Nekdanji mavzolej (Mir junaka) in ječa pod njim
- Grajska ječa
- Notranjost okroglega stolpa
- Ovalni stolp